# 死亡谷國家公園
死亡谷國家公園（Death Valley National Park）是美国国家公园，位于美国干旱的大盆地里内华达山脉东部的加利福尼亚州和内华达州。该公园包围着莫哈韦沙漠（Mojave Desert）的西北角，而且包括盐滩、沙丘、崎岖地、山谷、峡谷和群山等多样化的沙漠环境。该公园是美国本土48个州中最大的国家公园，并已被宣布为国际生物圈保护区。死亡谷国家公园是美国最热和最干旱的国家公园。恶水盆地是西半球的第二个最低点，低于海平面282英尺（86米）。许多已经适应了这种恶劣的沙漠环境的植物和动物栖息于此，其中包括墨西哥三齿拉瑞阿、短葉絲蘭、大角羊、郊狼（也叫草原狼或北美小狼）和死谷鳉鱼。死谷鳉鱼是多雨时期的幸存者。该公园占了5270平方英里（13649平方公里）的土地，其中5194平方英里（13452平方公里）隶属联邦土地。该公园大约95％的地区被指定为莽原区域，占地4774平方英里（12360平方公里），使其成了美国本土48个州中最大的国家公园，而且是整个美国第六大国家公园。
早至公元前7000年一个又一个居住于此的印第安族群到最近公元1000年左右的蒂姆比瑟（Timbisha，译意为“Red Rock Face Paint”即红岩脸彩）人在死谷的冬季营地和高原山脉的夏季基地之间迁徙。首次记载进入死谷的非印第安人是那些在1849年冬季到加州黄金之地并想寻找一条捷径之人。他们已被阻而呆了几周。虽然他们这群人在穿越该山谷的过程中，只有一人死于那儿，但该山谷却以此而得名——死谷。19世纪末至20世纪初，几个短期繁荣的城镇快速发展起来以开采小的当地的黄金富矿脉。然而，唯一一个长期盈利的矿石开采是硼砂。硼砂是用于制造肥皂的一种重要的工业化合物。如今，硼砂是抗高温的硼硅玻璃产品的一种非常重要组成成分，比如，某些派莱克斯耐热玻璃产品。二十骡队曾被用于将矿石运出死谷；而且骡队也使死谷声名远扬并成为书籍、广播节目、电视剧以及电影的主题。20世纪20年代，旅游业蓬勃发展。当时，旅游胜地沿着火炉管井（Stovepipe Wells）和炉溪的水源建了起来。主要的地主——太平洋海岸硼砂公司和其他人，像死谷斯科特（原名为沃尔特·爱德华·佩里·斯科特Walter Edward Perry Scott）促进了该地区的发展。1933年，死谷国家遗址被宣布为美国国家遗址，并将该区域置于联邦的保护之下。1994年，该遗址被重新定名为国家公园，同时还被大幅扩充至包括盐谷和尤里卡（Eureka）谷在内的地盘。
死谷国家公园地区的自然环境大部分已经由于其地质而成形。死谷本身其实是一个地堑。最古老的岩石普遍变质而成，而且有至少17亿年的历史。古老而温暖的浅海沉积了海洋沉积物，直到断裂（谷）打开了太平洋。直至一个潜没带在距离海岸处形成前，额外的沉积作用一直存在。这个潜没带的形成过程将海洋隆出了此区域并产生了一条火山线路。后来，地壳开始拉开，产生了目前的盆岭地貌。各个山谷不仅充满了沉积物，还在各个冰川期的雨季期间产生了各种湖泊，例如曼利湖。

## 地理环境
死谷国家公园有两个主要的山谷：死谷和帕纳明特谷。这两个山谷都在过去几百万年内形成，并都与南北走向的山脉交界。 这两个山谷和毗连的山谷因一个变型的盆岭地形的总体趋势所致：平行走向滑移断层与死谷的中央外延垂直相连。这种切变作用的结果是死谷中心部分额外延伸而导致了轻微扩张，而且那里更为下沉。
周围山脉的隆起和死谷谷底的下沉都在发生。黑山山脉的隆起是如此之快，以致于那儿的各个冲积扇（冲积扇是各个峡谷口的扇形沉积）小而陡，而相比较来说，帕纳明特山脉形成的各个冲积扇巨大无比。干旱环境下，一座山脉的快速隆起通常不会允许其峡谷拥有足够的时间来一直切割向下到河床而形成一个典型的V形峡谷。相反，一个V形峡谷在槽形峡谷的半路上就结束了，从而形成了一个玻璃酒杯形。峡谷沉积物在小而陡的冲积扇上沉积了下来。

死谷谷底的恶水（或巴德沃特）盆地在海平面以下279英尺（85米），是西半球第二低点（在阿根廷的德尔炭丽盆地（Laguna del Carbon）之后），而西部只有85英里（137公里）的惠特尼山隆起到了14505英尺（4421米）。这种地形的起伏是美国本土最大的海拔坡度和大盆地的西南流域的终端点。虽然大盆地极度缺水使得目前的这种特征很少有实际用处，这意味着在雨季曾经充满死谷的湖泊是该地区的水流经的最后一站，意味着那儿的水在溶解物质方面应是饱和的。因此，死谷的浅盐湖是世界上最大并富含矿物质，如硼砂和各种盐类以及水合物。死谷国家公园里最大的浅盐湖从阿什福德密尔（Ashford Mill）遗址延伸40英里到达盐溪丘陵，大约占了谷底的200平方英里（520平方公里）。死谷国家公园里最著名的干湖是跑道干湖，以其移动的岩石而闻名。

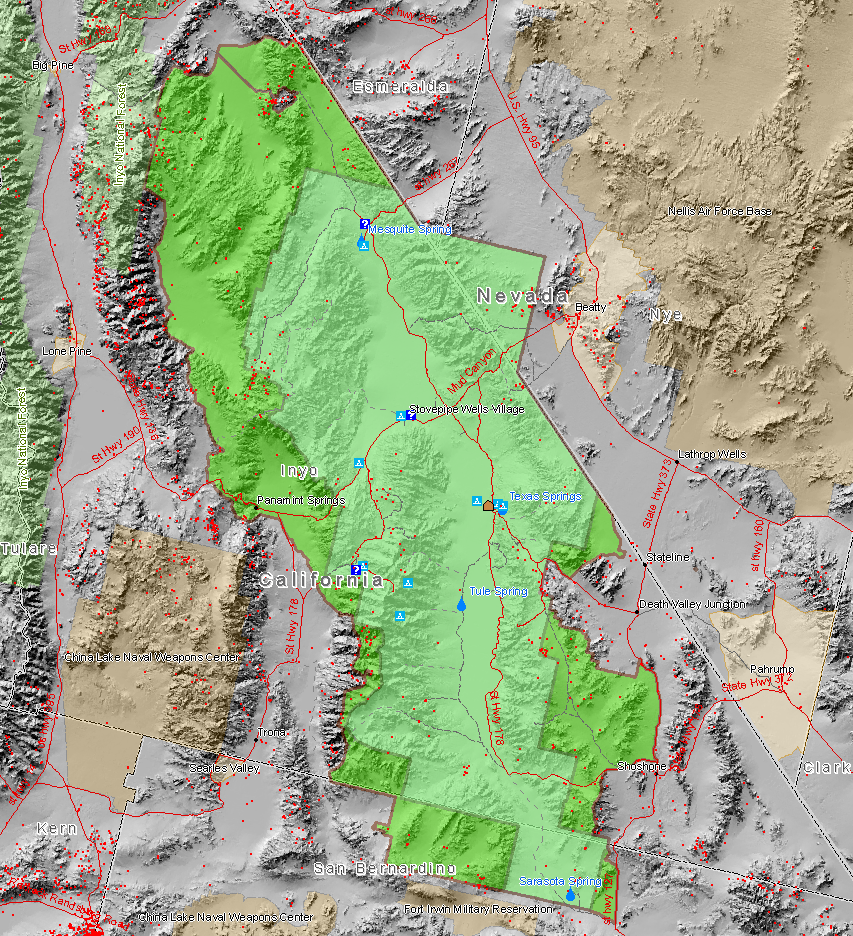
Map of the park showing old Monument land (light green) and the expanded Park land (dark green)
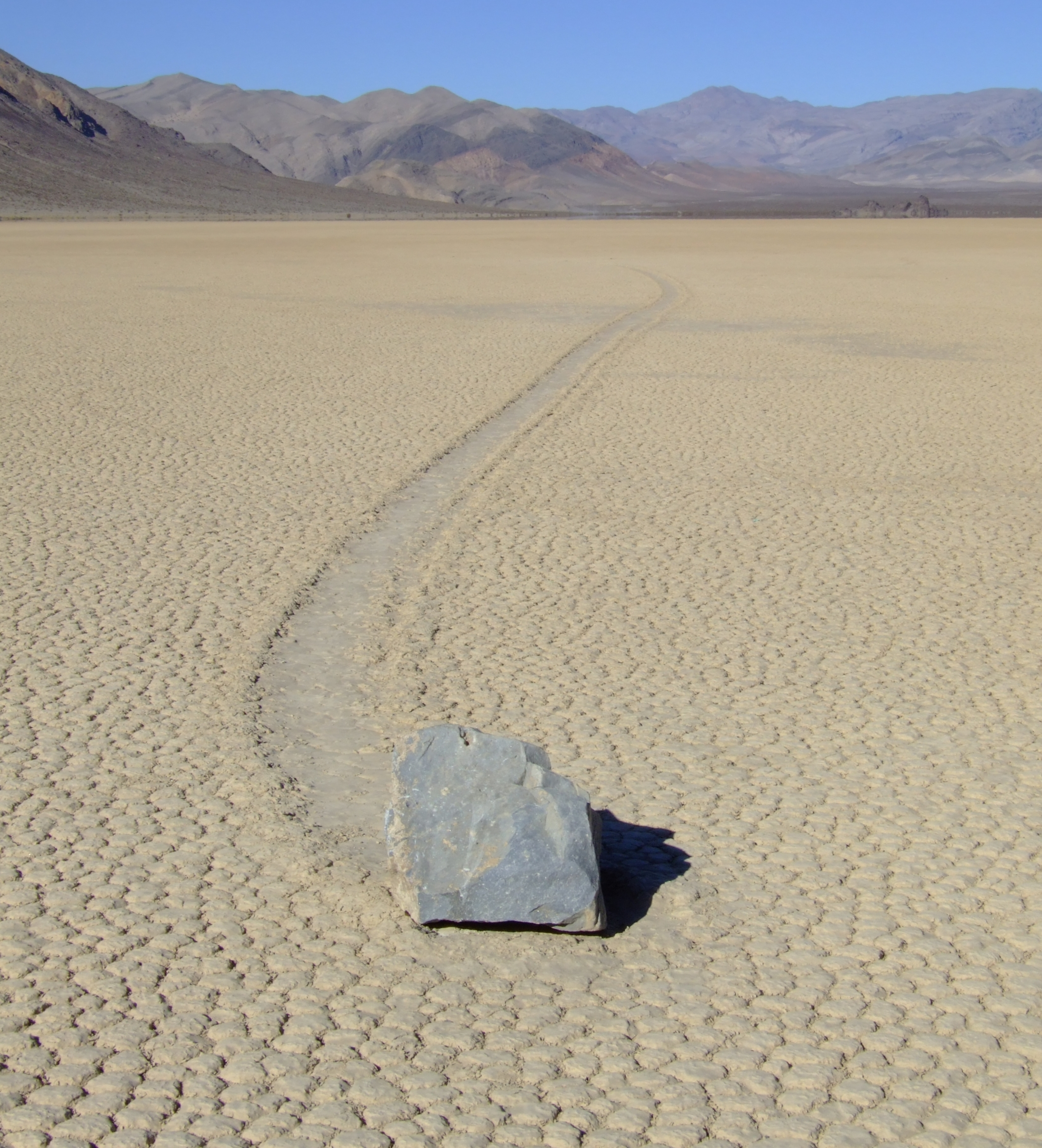
Racetrack Playa, view from south edge of the playa towards The Grandstand
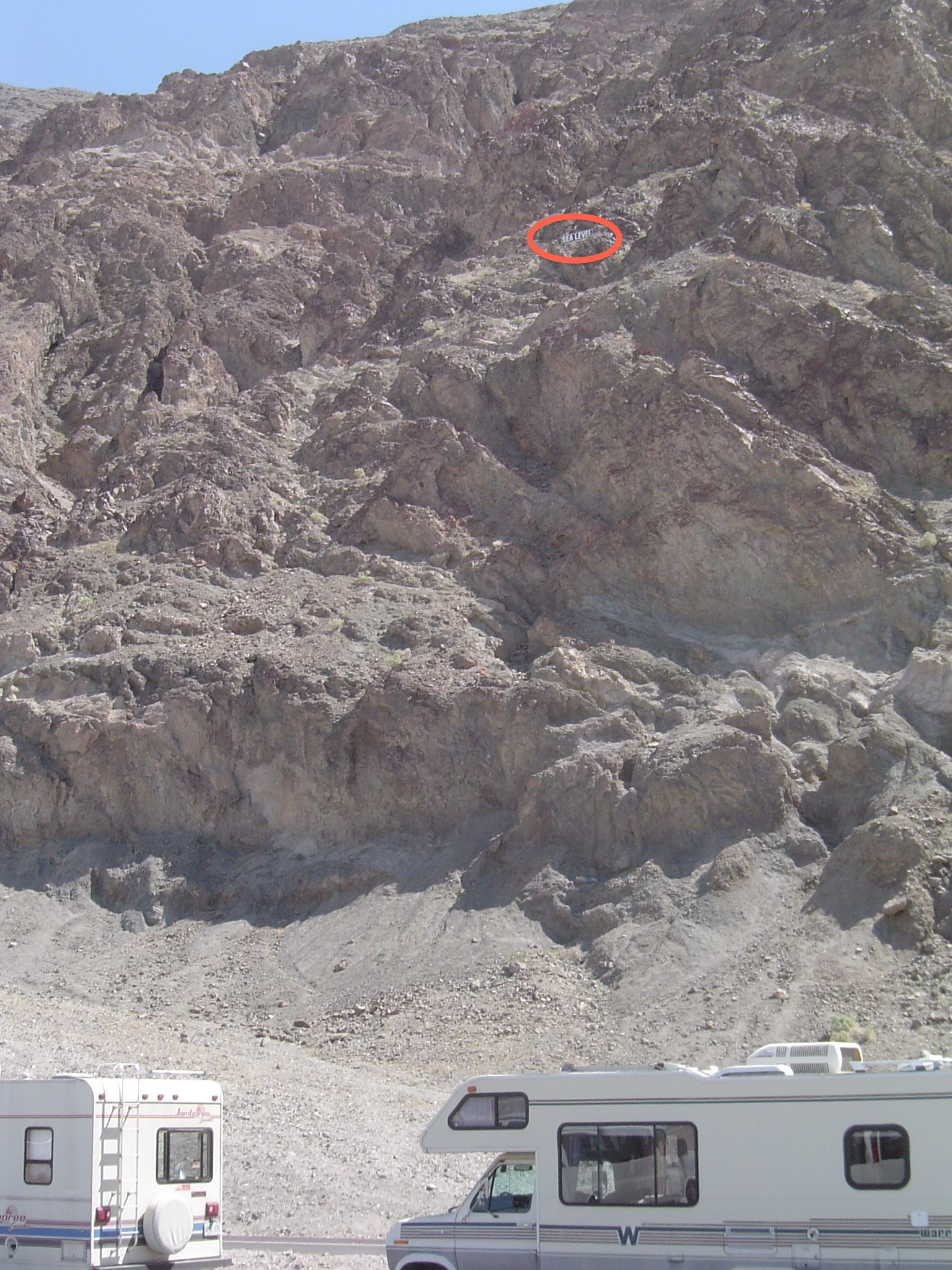
Sea Level sign seen on cliff (circled in red) at Badwater Basin, Death Valley National Park.
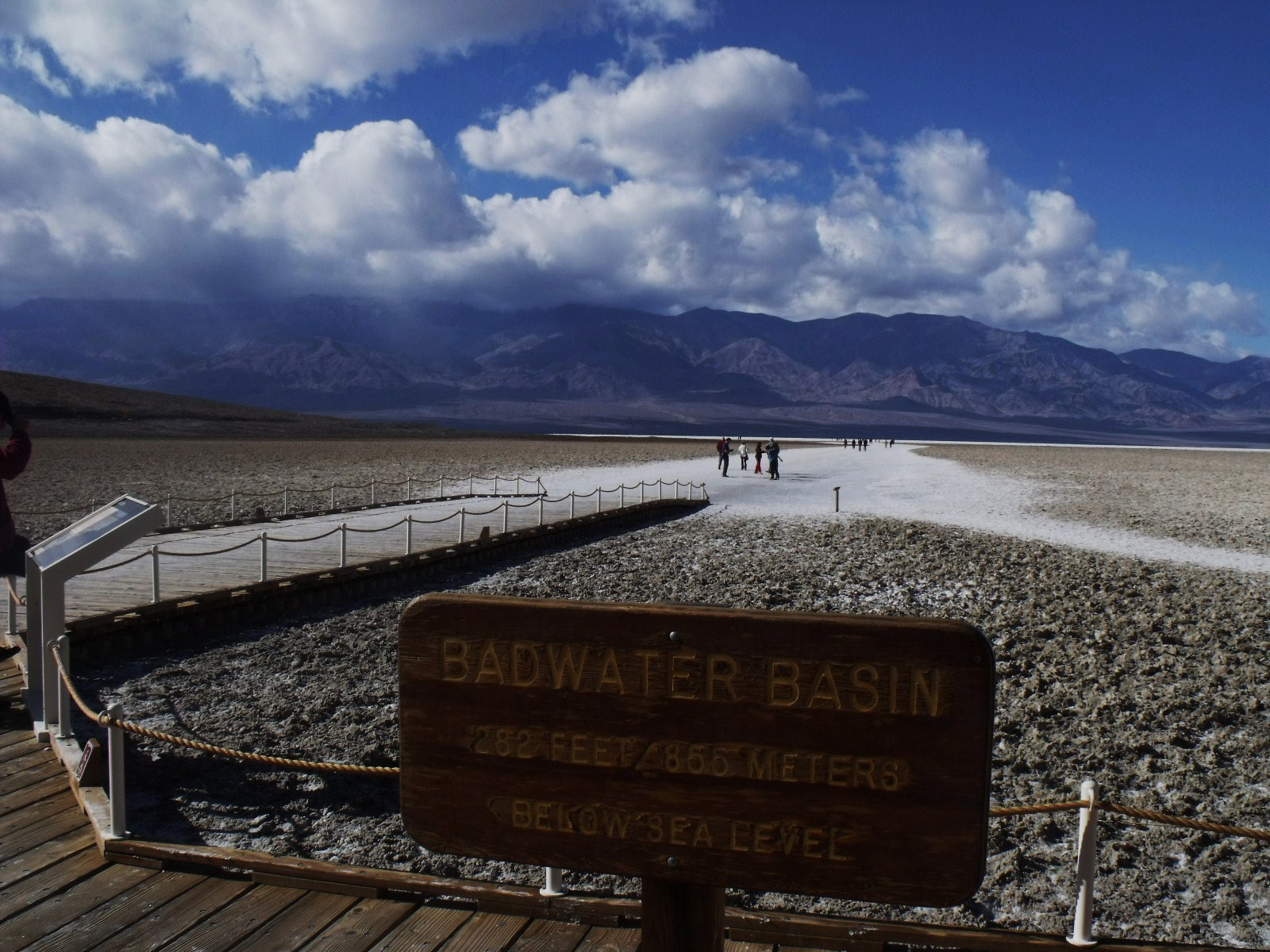
Badwater Basin elevation sign and scenery.
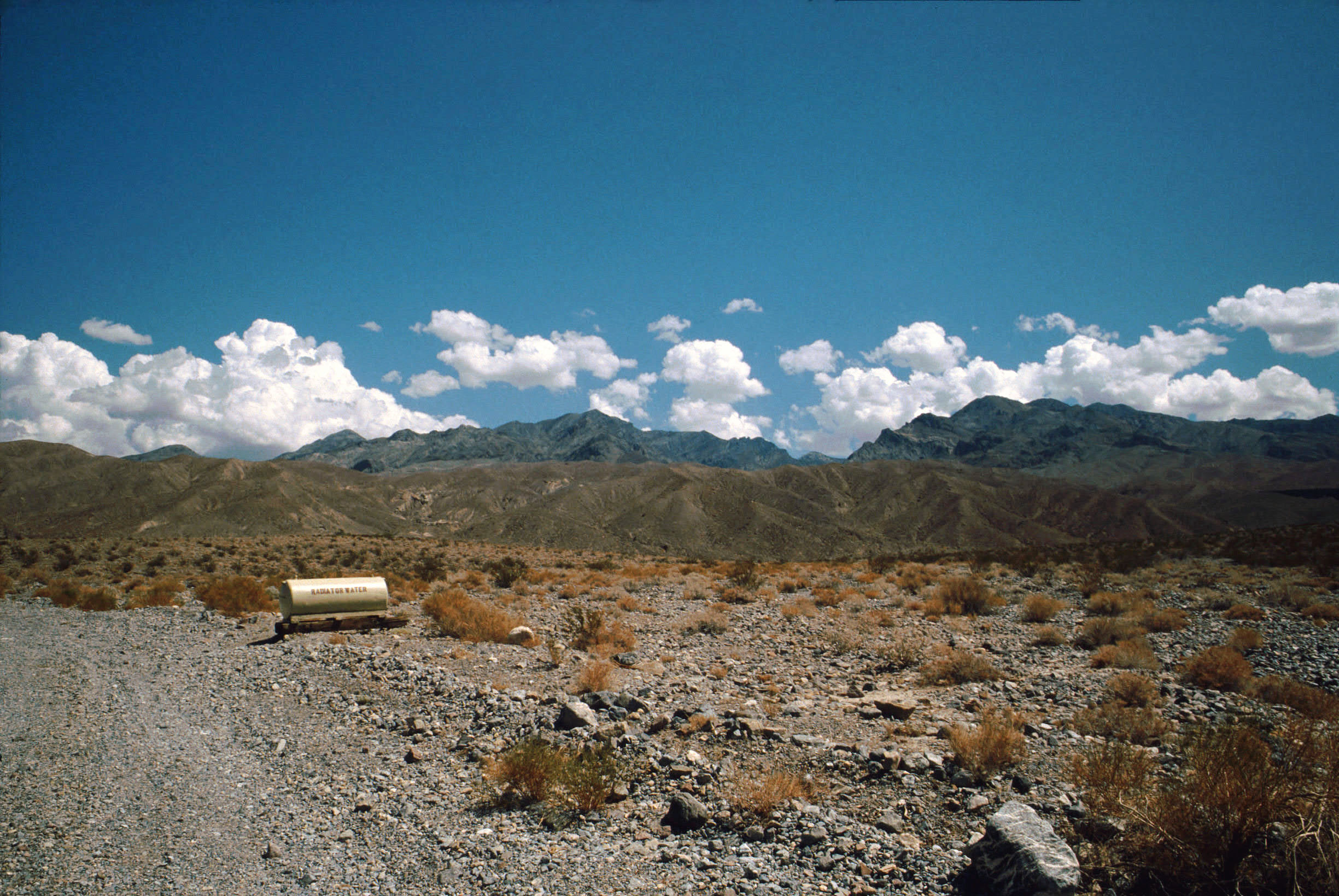
Desert and abandoned radiator water tank near Grapevine

## 气候

穿过死谷国家公园最高点和最低点的一个切片

因为缺乏地表水和低凹不平，死谷国家公园是北美最热和最干燥之地。死谷如此频繁地成为美国最热之处，作为必然的结果，以致于全国许多最高日常温度的统计表格都将死谷忽略了。1913年7月10日，格陵兰牧场（现在是炉溪客栈的位置）的国家天气局观察站测出了创纪录的134华氏度（56.7摄氏度）。截至2007年，这是北美大陆记载的最高温度。夏季日温120华氏度（49摄氏度）或更高的温度，还有冬季低于零点的夜温甚为常见。7月是最热的月份，平均最高温为115华氏度（46摄氏度）和平均最低温为88华氏度（31摄氏度）。12月是最冷的月份，平均最高温为65华氏度（18摄氏度）和平均最低温为39华氏度（4摄氏度）。记载的最低气温为15华氏度（零下9.4摄氏度）。
几个较大的死谷溪泉因当地的一个地下蓄水层而获得水源。此蓄水层一直向东延伸到内华达州的东部和犹他州。自更新世冰川期以来，那时气候要清凉及多雨的多，该蓄水层的大部分水已经在那儿好几千年了。如今更干燥的气候并没有提供足够的降水来再以水被提取的比率补给该蓄水层。

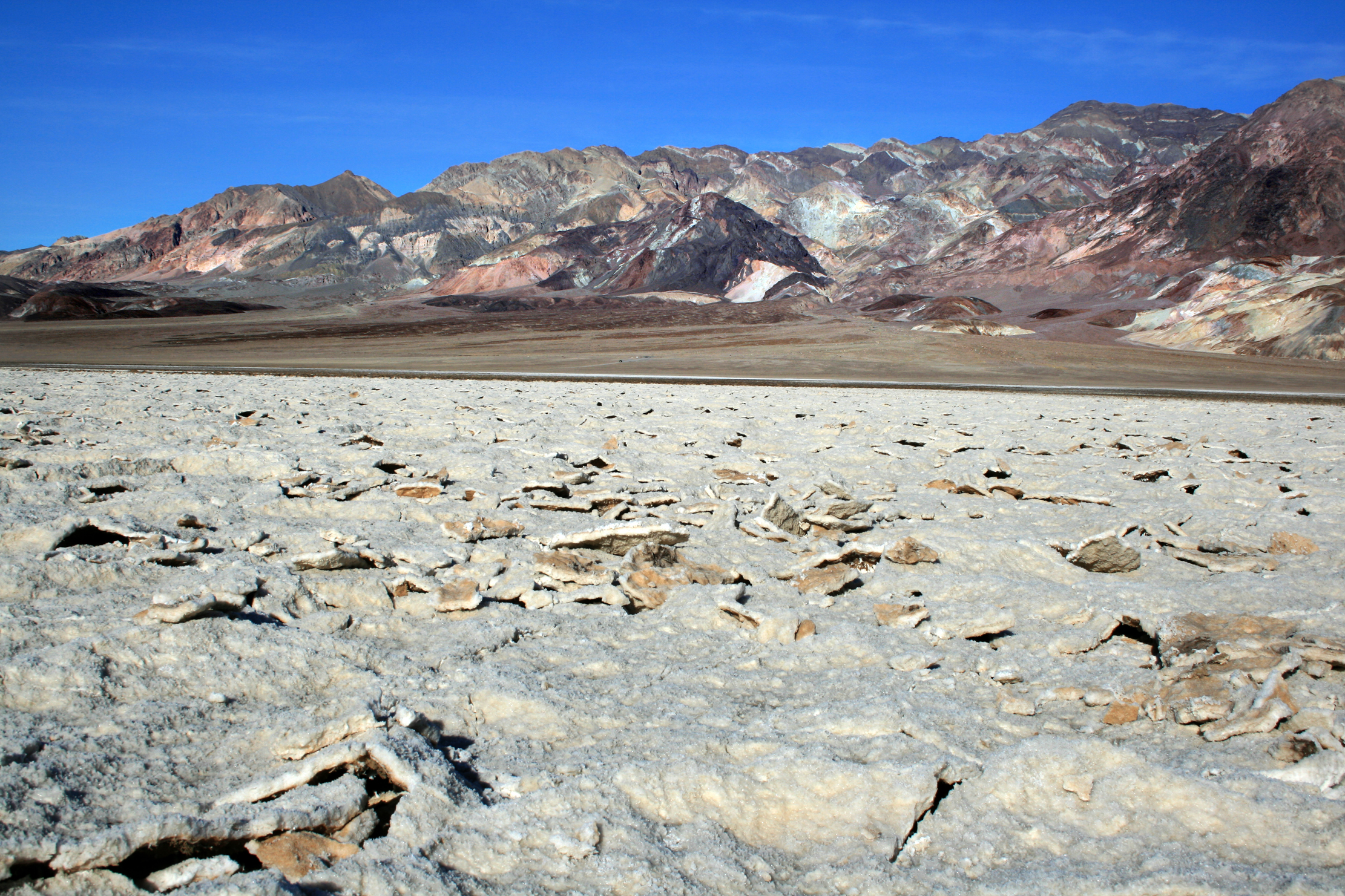
魔鬼的高尔夫球场

死谷国家公园内最高的山脉为帕纳明特山脉。望远镜峰（或音译为特利斯科普峰）是帕纳明特山脉的最高点，达11049英尺（3368米） 。死谷地区是莫哈韦沙漠北部的一个过渡性区域，还包括从太平洋分离出来的五座山脉。其中三座山脉是极其重要的屏障：内华达山脉、阿古斯山脉和帕纳明特山脉。当被迫跨越这些山脉时，各种气团往往失去水分，气象学家称之为雨影效应。
死谷地区夸大的雨影效应使其成为北美最干旱之处，恶水（或巴德沃特）盆地每年只有1.5英寸（38毫米）的降水量（有些年未能获得任何可以测量到的降雨）。年平均降水量从整体低于海平面的1.92英寸（49毫米）到围绕死谷较高山脉上的多于15英寸（380毫米）的降水量不等。当下雨时，往往是强烈的风暴雨造成突发的洪水，从而重新改造地形，而且有时形成很浅的短暂性湖泊。

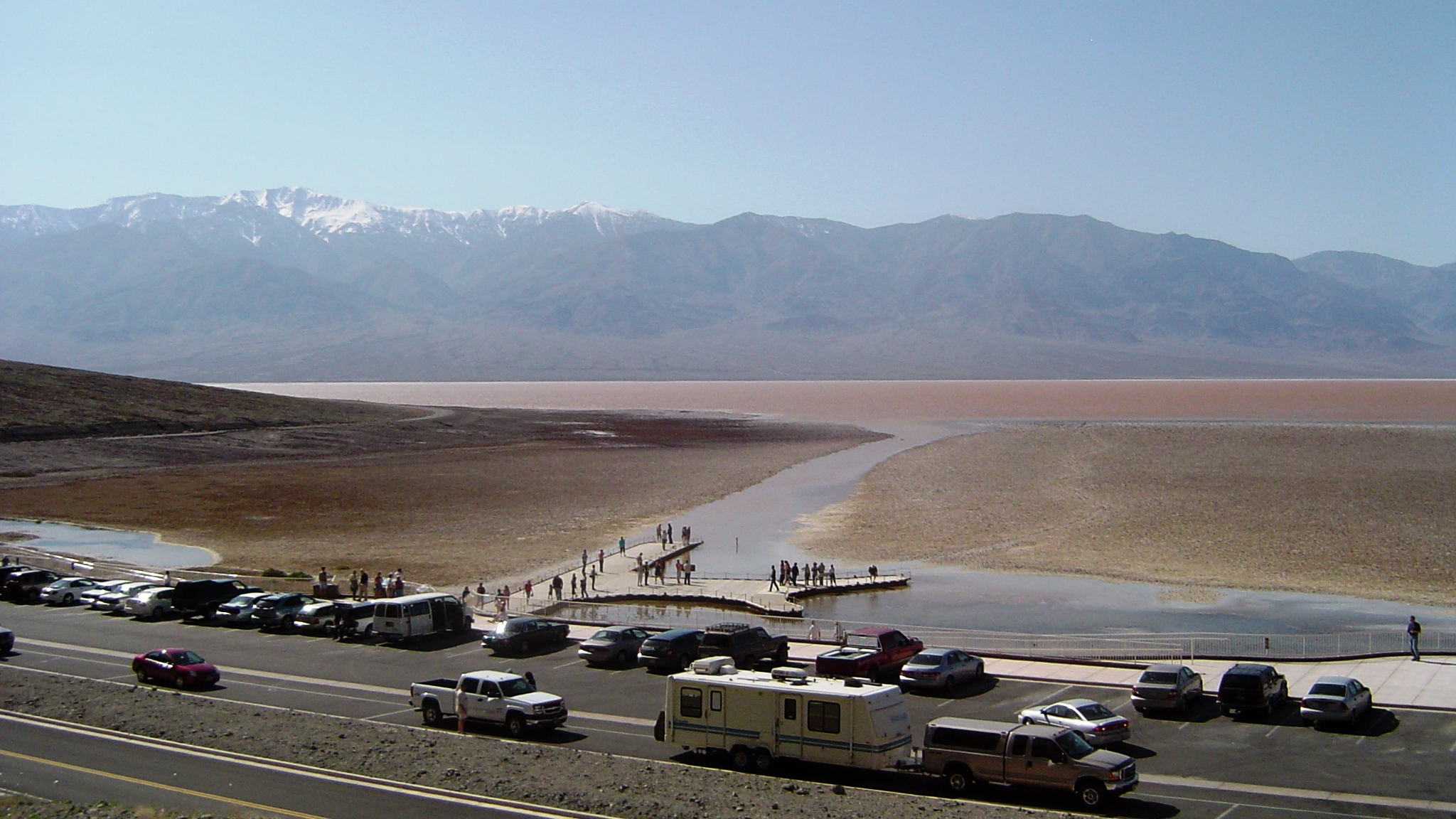
2005年春天的恶水（或巴德沃特）湖。

炎热而干燥的气候使得死谷国家公园很难形成土壤。岩石松动而且不断滑下斜坡造成大规模的浪费。此种浪费是这片山区主要的侵蚀力，还产生了“残骸”山脉（那些很少有土壤的群山）。死谷国家公园内的各个沙丘，虽然著名，但几乎并不如它们的名气或该地区可能建议的干旱那么众多。主要沙丘地之一就是死谷中北部的火炉管井（Stovepipe Wells）附近，主要由石英砂组成。另外一个沙丘地就在北面10英里（16公里）处，但大部分由石灰华（或钙华）沙组成。然而，另一块沙丘地位于死谷国家公园最南端的很少有人去的Ibex艾贝克斯丘陵，就在萨拉托加温泉（Saratoga Springs）沼泽地的南部。冬季，盛行风来自北方；而夏季，盛行风则来自南方。因此，沙丘地的总体位置或多或少保持固定不动的。
此块地区的干旱性质还是有几个罕见的例外。2005年，一个不同寻常的雨冬在恶水（或巴德沃特）盆地产生了一个“湖”，从而导致了死谷国家公园历史上最伟大的野花季节。

## 人类的历史

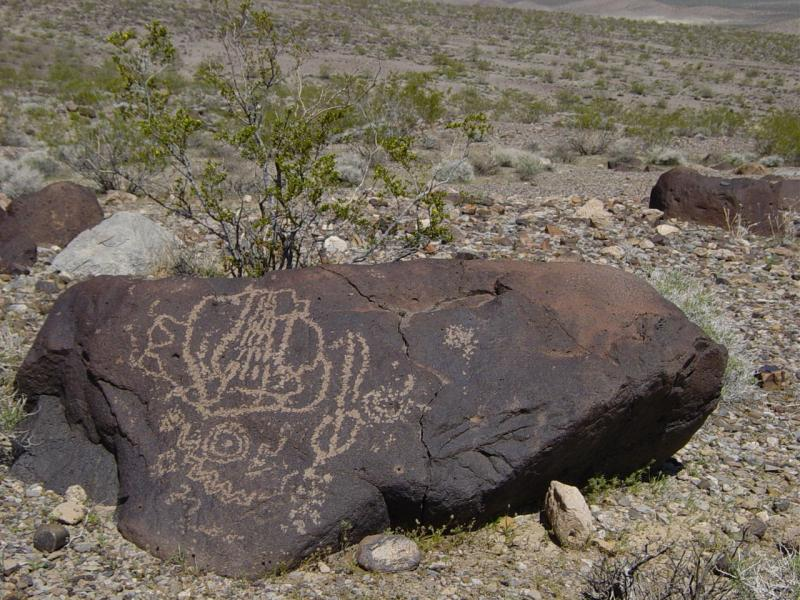
牧豆树泉上的岩画

### 早期居民和流动人口
过去一万年左右期间，四种著名的印第安人文化曾在此地繁衍过。第一个著名的族群就是纳瓦里斯泉族人（Nevares Spring People)。他们大约是九千年前（公元前七千年）到达该地区的猎人们和采集者们。当时，死谷和附近的帕纳明特谷里还有些小湖泊。那时，一种温和的多的气候继续存在，而且大型猎物仍然富足。截至五千年前（公元前三千年），牧豆树平原族人替代了纳瓦里斯泉族人（Nevares Spring People)。大约二千年前，萨拉托格泉族人（Saratoga Spring People）迁到了此地。到了那时，此地可能已经是一个炎热而干燥的沙漠了。在狩猎和采集食物方面，萨拉托格春族人的文化更加先进，而且善于加工手工艺品。他们还在死谷里留下了神秘的石头图案。
一千年前，游牧民族蒂姆比瑟（意译为“红岩脸彩”）人（原来称为肖肖尼人，也被称为帕纳明特人或苦苏（Koso）人）迁入此地，并在此狩猎和收集牧豆，还有矮松果。 由于死谷谷底和各个山脊之间纬度差距之大，特别在西部，蒂姆比瑟族人实行一种垂直的迁移模式。 他们的冬季营地位于死谷谷底的水源附近。而当春季和夏季来临，天气回暖，各种草和其它植物食物来源逐渐在更高的纬度上成熟。11月份，在迁移到死谷谷底过冬之前，他们在各个山脊的峰顶收获松子。
加利福尼亚淘金热引来第一批欧裔人来到了这片接邻地区。1849年12月，在认为是一条距离西班牙古道的捷径的路上迷失了方向之后，两组准备去加州黄金县的白人旅行者以及总共或许有100辆四轮运货马车跌跌撞撞地进入了死谷。被称为贝内特秘密党（Bennett-Arcane Party)， 他们几个星期也无法找到一条出山谷的通道；但他们却能在这个地区找到各种泉水里的淡水，然而，为了生存，他们被迫杀了几头牛作为食物。他们使用四轮运货马车的木头来煮肉和制造牛肉干。他们煮肉和和制牛肉干的那个地方如今指的是位于沙丘附近的“烧了四轮货运马车的营地”。
丢弃了四轮货运马车之后，他们最终走出了死谷。就在离开死谷之后，那群人中的一个妇女转身说，“再见了，死谷，”就这样给这个他们忍耐了痛苦的山谷起了名字。这群人包括威廉·刘易斯·曼利，其自传《49年的死谷》详细介绍了这次旅行，并宣传了此地（后来，地理学家们以他的名字命名了一个曾经充满死谷的史前湖泊）。

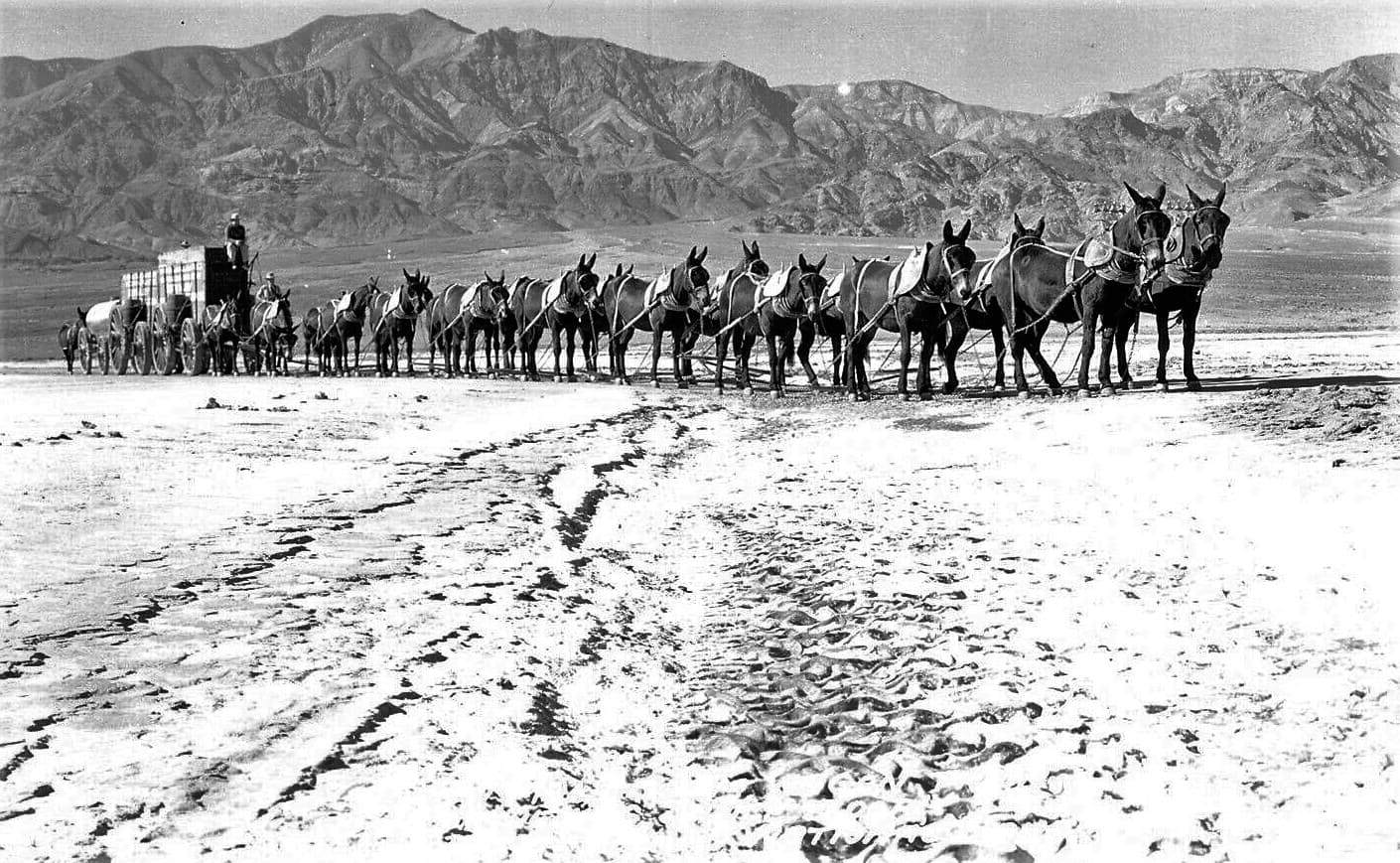
死谷的二十骡队

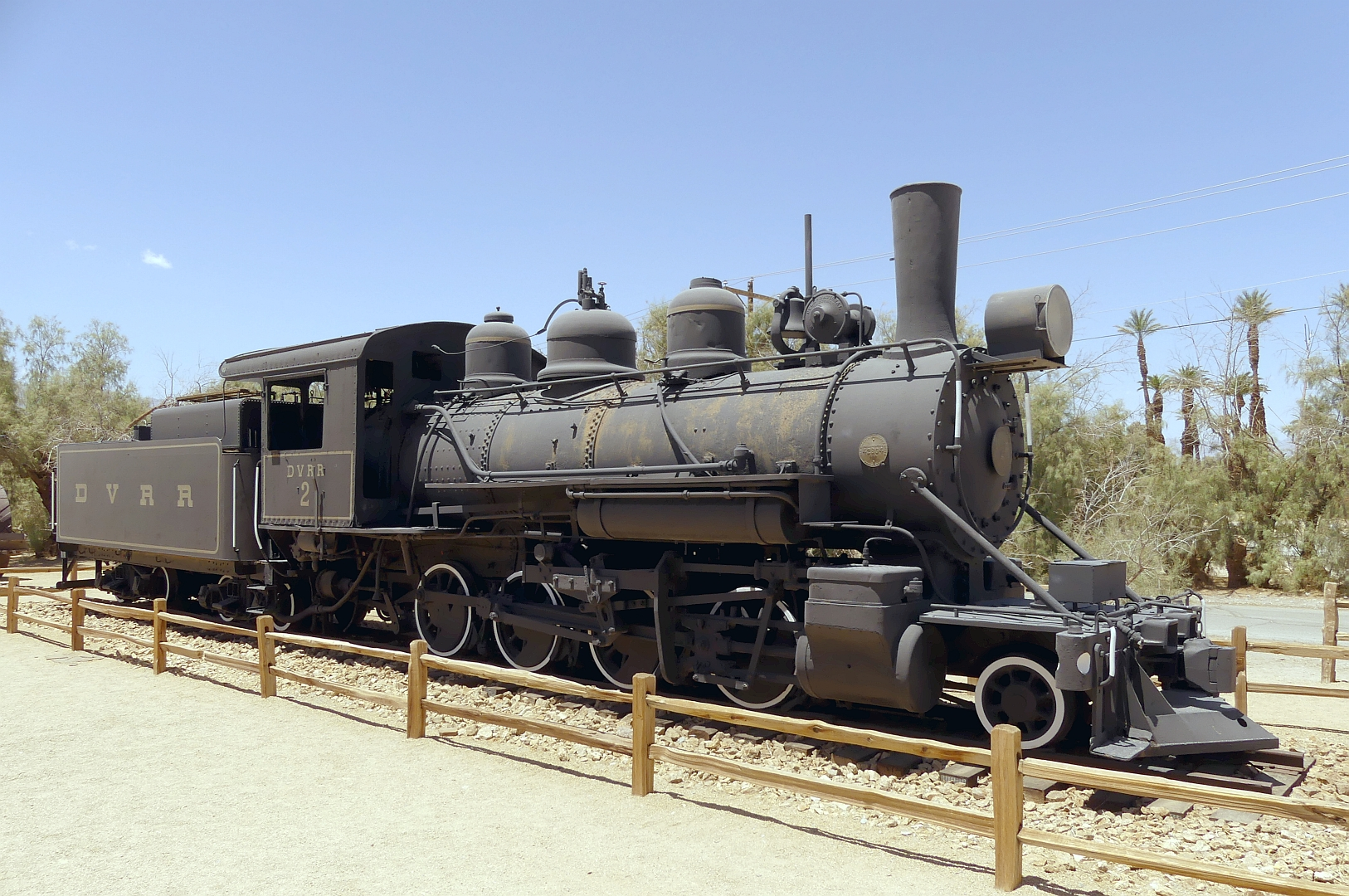
2022年6月，美国死谷（炉溪博物馆）的具有历史意义的运输硼砂的火车头

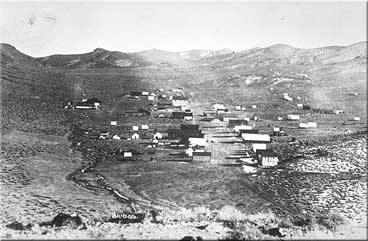
1906年的斯吉杜（Skidoo）

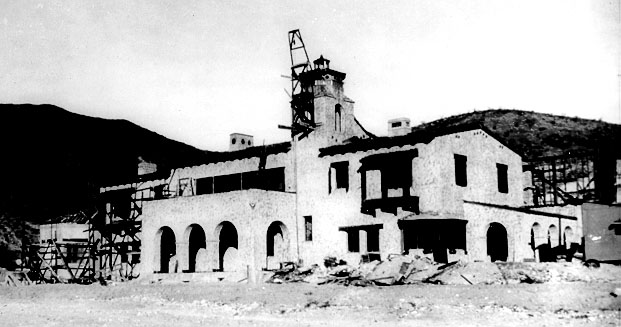
正在建设的斯科特巨宅

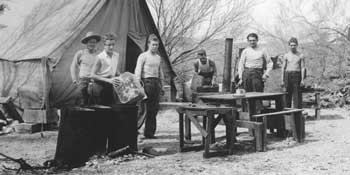
在死谷工作的公民保护队的工人们

### 繁荣与萧条
与该地区相关的最著名的矿石也是最容易收集和最有利可图的矿石：各种脱水的沉淀物，诸如盐、硼酸盐和滑石。1881年，罗琦•温特尔兹和艾伦•温特尔兹在炉溪牧场（那时叫做格陵兰牧场）附近发现了硼砂。同年晚些时候，鹰硼砂工厂（the Eagle Borax Works）成了死谷第一家商业硼砂企业。威廉•退尔•科尔曼(William Tell Coleman)建起了和谐硼砂工厂，并于1883年年底或1884年年初开始处理矿石，一直到1888年为止。这种采矿和熔炼公司生产的硼砂用来制造肥皂以及工业用途。最终产品由二十骡队所拉的10吨容量的四轮运货骡（或马）车运输165英里（266公里）而出了死谷，到达莫哈韦铁路线尽头站。实际上，二十骡队由十八只骡子和两匹马的车队组成。该骡队平均每小时两英里（三公里），而且大约需要三十天才能完成一个往返。1890年，弗朗西斯•马里恩•史密斯（Francis Marion Smith）获得了科尔曼的硼砂股份后，“二十骡队硼砂”的商标名是由其太平洋海岸硼砂公司所确立。一个令人难忘的广告运动利用四轮马车的形象来提升博拉克索（Boraxo）牌颗粒结构的手洗肥皂和死谷时代电台以及各种电视节目。科尔曼帝国崩溃后，采矿还是继续着。截至20世纪20年代后期，该地区是世界上硼砂的第一大来源。炉溪的形成大约四到六百万年，不过，炉溪成了收集死谷干湖硼酸盐矿物的主要来源。
其他来客们留下来勘察铜、金、铅和银矿沉淀物。 这些偶然发生的采矿冒险行动受其偏远的位置和恶劣的沙漠环境的束缚。1903年12月，柏拉瑞特（Ballarat）的两名男子就在那儿勘察银矿。 一名就是丢了工作的爱尔兰矿工，名叫杰克•基恩（Jack Keane)；另一名是独眼的巴斯克屠夫，名叫多明戈•伊查林（Domingo Etcharren）。令人十分意外的是，基恩在两人工作的地方上发现了一个巨大的不用研磨的含金矿岩，并命名申请该项采矿产权为基恩奇迹矿。此次事件使得小而短暂的黄金热进入该地区。基恩奇迹矿与流纹岩矿、斯吉杜矿以及哈里斯堡矿是唯一的几个能提取足够的矿石而使它们值得做下去的矿厂。完全虚假的状况诸如含铅矿场也时有发生，但大多数冒险行动在一系列短期勘察矿产后未能获得重要矿石的证据（现在这些矿石不仅遍布整个地区，而且对任何进入此地之人非常危险）。沿着这些矿产而迅速发展起来的城镇快速出现。20世纪的第一个十年期间，这些城镇蓬勃发展起来了，但1907年恐慌之后不久就衰落了。

### 早期旅游业
首次记载的死谷旅游设施是一套建于20世纪20年代的帐篷房，现位于火炉管井。人们成群结对地去那些建在天然泉水周围的胜地，并认为泉水有治疗和恢复健康的特性。1927年，太平洋海岸硼砂公司把其炉溪牧场的员工宿舍变成了一个胜地，从而创建了炉溪客栈和该旅游胜地。炉溪泉水被用来开发该旅游胜地，而且由于泉水被改道，周围的各个沼泽和湿地开始逐渐缩小。
不久，死谷成了一个广受欢迎的冬季游地。其他的设施开始时作为私人度假地而建造，但后来向公众开放。其中最值得注意的是死谷牧场，更以斯科特巨宅而闻名。这座以西班牙复兴风格建造的大型牧场房子在20世纪30年代末成了一家酒店，主要是因为一个吸引旅游之人——死谷斯科特的名声。死谷斯科特的真名为沃尔特•爱德华•佩里•斯科特。他是位假装是“其巨宅”主人的金矿工人，还宣称用金矿利润建成了这座巨宅。他宣称任何一件事情都并不是真实的情况，而真正的主人——芝加哥百万富翁阿尔伯特•穆西•约翰逊（Albert Mussey Johnson）却鼓励该神话的发生。当记者们问及约翰逊与沃尔特•斯科特巨宅的关系时，他回答说，他是斯科特先生的银行家。

### 保护和后来的历史
1933年2月11日，赫伯特•胡佛总统宣告死谷及其周围地区 为一个国家历史遗迹，并征用了加州东南部和内华达西南端大约两百万英亩（8000平方公里）的土地。经济大萧条期间到20世纪40年代初，十二个公司用公民保护队的工人们在死谷进行工作。他们不仅建造了棚屋，按照级别分类了500英里（800公里）的公路、安装了水管和电话线，还总共竖起了76幢大楼。他们还在帕纳明特山脉上开辟出了通往风景点的小径，以及一座为肖肖尼印第安人建造的用土砖建成的村庄、洗衣处和贸易站。他们还建成了五个露营地、厕所、飞机停机坪以及野餐设施。
死谷历史遗迹的创建导致了该地区勘察和采矿工作的暂时关闭。然而，同年六月，国会的决定很快重新开放了死谷的采矿业。随着采矿技术的改进允许了更低级别的矿石进行加工，而新的重型设备使移动更大块的岩石成为可能，死谷的采矿业因此而得到了改革。“单块地毯和傻瓜勘探者”长期与浪漫的西部相关的日子已一去不复返了。当国际矿业公司购买了国家历史遗迹内高度可见地区的申请了采矿产权的土地时，露天采矿和露天矿使得此地的景观伤痕累累。随后，公众的强烈抗议导致了对美国所有国家公园和历史遗迹地区的更大保护。

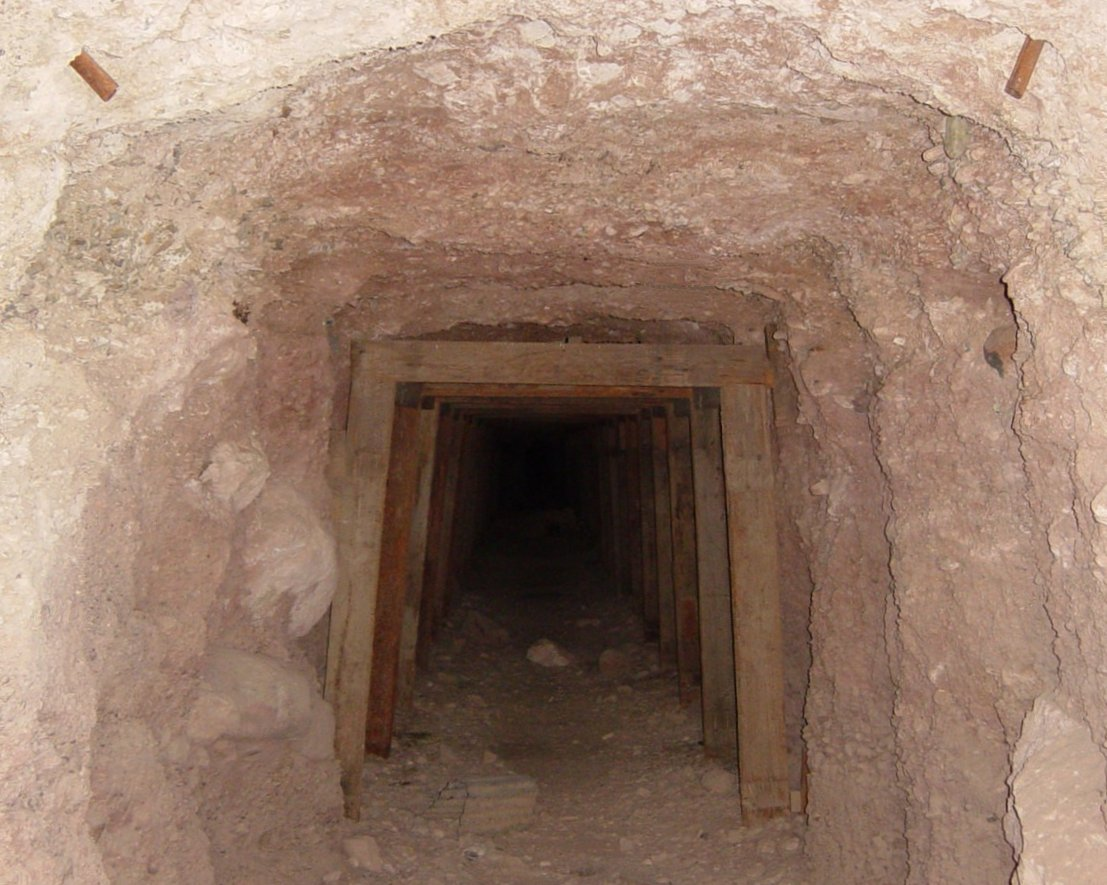
含铅矿场上一个废弃的矿井内部

1976年，美国国会通过了公园采矿条例。该条例关闭了死谷国家历史遗迹向新采矿申请权的提交、禁止露天采矿并要求国家公园管理局审查1976年前数万个采矿权的有效性。 1980年，在更严格的环境标准下，采矿业在有限的基础上得以继续。 死谷国家公园的资源管理部监测该公园边界内的采矿业，并继续审核125个非专利采矿申请权和19个专利申请权群体的状况，同时确保遵循联邦指导方针并保护该公园的资源。2005年，位于通往但丁景点的公路沿线的地下硼砂矿——比利矿关闭了，从而结束了在死谷国家公园的开采。
1984年，死谷国家历史遗迹被指定为生物圈保护区。 1994年10月31日，该遗迹被扩充到130万英亩（5300平方公里），而且因沙漠保护条例的通过而被重新定名为国家公园。 这使其成了美国本土最大的国家公园。
死谷国家公园及其植物和动物依赖此地地下水流系统。该水流系统边界内许多更大城镇正在经历着美国任何地方最快的增长速率。最值得注意的例子就是死谷国家公园100英里（160公里）半径内，包括拉斯维加斯、内华达州的帕朗（Pahrump）在内。就拉斯维加斯来说，当地商会估计，每月有6000人搬到该城。1985年至1995年间，拉斯维加斯谷的人口从55.07万人上升到113.88万人。
In 1977, parts of Death Valley were used by director George Lucas as a filming location for Star Wars, providing the setting for the fictional planet Tatooine.

## 地质历史

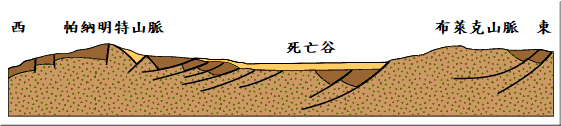
死谷盆地深处遍布从周围群山上侵蚀下来的沉积物（浅黄色）。黑色轮廓线表明了一些产生死谷的主要断层。

死谷国家公园有着多样而复杂的地质历史。自其形成以来，组成死谷国家公园的地区已经经历了至少四次重要而数量众多的火山活动阶段、三次或四次主要的沉淀阶段和几次重要的地壳重新形成的地壳构造上变形间隔。虽然没有冰川曾在死谷国家公园的山脉上存在过，但两次冰川时期（一系列冰河期）也对该地区造成了影响。

### 基底杂岩和帕朗石群沉积岩
由于该地区普遍的变质（由于热和压力而引起的岩石变样），最早暴露的岩石历史鲜为人知。放射测年法测出了变质岩十七亿万年的历史（元古代期间：见地质年表的底部）。大约十四亿年前，如今在帕纳明特山脉的一次大规模的花岗岩侵入了这种基底杂岩。后期的隆起使得这些岩石遭受了近五亿年的侵蚀。
帕朗石群沉积岩在这些基底杂岩上沉积而形成。这种沉积是在与隆起相关的侵蚀移除了任何覆盖在元古时代的岩石后发生的。帕朗石群由长石砂岩砾岩（像混泥土似的基质内的石英碎屑岩）以及下层的泥岩、接下来为白云石（来自顶上为叠层石的水藻团的碳酸盐库）和以来自上述所叙而布满盆地的沉积物为终结，包括可能从假说的雪球地球冰川而来的冰碛。帕朗石群中最年轻的岩石来自玄武岩的熔岩流。

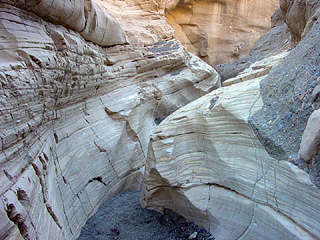
罗迪尼亚大陆分裂后，一块突出的碳酸岩形成了正午白云石。

### 断裂和沉积作用
当新元古代（截至大约七亿五千五百年前）超大陆罗迪尼亚的部分分裂以及太平洋产生时，一个断裂谷打开了，接踵而来就是海水淹没了这片地区。一条类似于目前美国大西洋边缘的海岸线位于其东部。一层海藻团覆盖的碳酸盐库被沉淀了下来，形成了正午白云石。当大陆地壳变薄而且新近形成的太平洋扩大了时，同时形成了北山羊岩组，此地区的下陷产生了。一个成角度的不整合表面（地质记载的凹凸不平的峡谷）紧随其后。
沿着一个陡峭的前部而撕裂了所有更早的岩组，一个真正的大洋盆地从而发展到了西部。之后，一个楔形碎屑沉积物开始在两个水下峭壁基地上积聚，产生了与大陆架相反方向的岩组。积聚的楔形碎屑沉积物发展形成了三个岩组。其中最著名的就是埃迪卡拉动物群和三叶虫。它们都是寒武纪生命大爆发的一部分。
大约五亿五千万年前，沙质的淤泥滩被一种碳酸盐地台（类似于如今巴哈马群岛周围的地台）所代替。该地台延续了古生代接下来的三亿年（参考时代（标）图的中间段）。然而，死谷的位置在古生代赤道十度或二十度之内，死谷的谷底积聚了厚厚一层丰富的碳酸盐沉积物。该沉积物被各个层创进化纪定期打破。虽然地貌的细节在巨大的时间间隔期间不断变化，但一条北-东北走向的海岸线逐渐地从亚利桑那州向上延伸而穿越犹他州。因此而产生了二万英尺（六千米）厚的八个岩组和一个岩群，而且这些岩组和岩群向棉木、葬礼、葡萄藤和帕纳明特山脉下延伸很多。

### 压缩和隆起作用
中生代的早期至中期，北美大陆西部边缘紧靠着太平洋下的大洋板块，从而产生了一个潜没带（或称隐没带）。 潜没带是不同地壳板块之间的岩石接触类型，是由较重地壳滑向较轻地壳下面而形成。因此而产生了爆发的火山和隆起的群山，而且海岸线被推向了西部。由于潜没带产生的热和压力，塞拉陆弧开始向西北方向形成，而且各种压缩力导致了冲断层（或逆断层）的形成。
长期的隆起和侵蚀与上述事件同时并伴随发生，同时还产生了一个巨大的不整合表面。该表面是地质记载上一个巨大的峡谷。逐渐消磨掉死谷地区的沉积物被风和水向东西方向运送。 该地区除了一些可能是侏罗纪时代的火山岩（参考时代（标）图的顶部）外并没有侏罗纪至始新纪时代的沉积岩组存在。

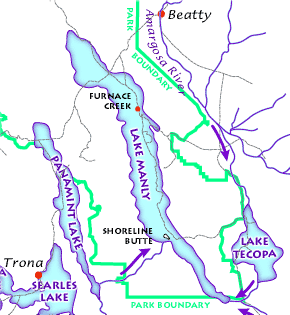
二万二千年前期间，曼利湖的湖系正如该湖系所看上去的一样达到了其过去最大范围（美国地质勘探局图片）。

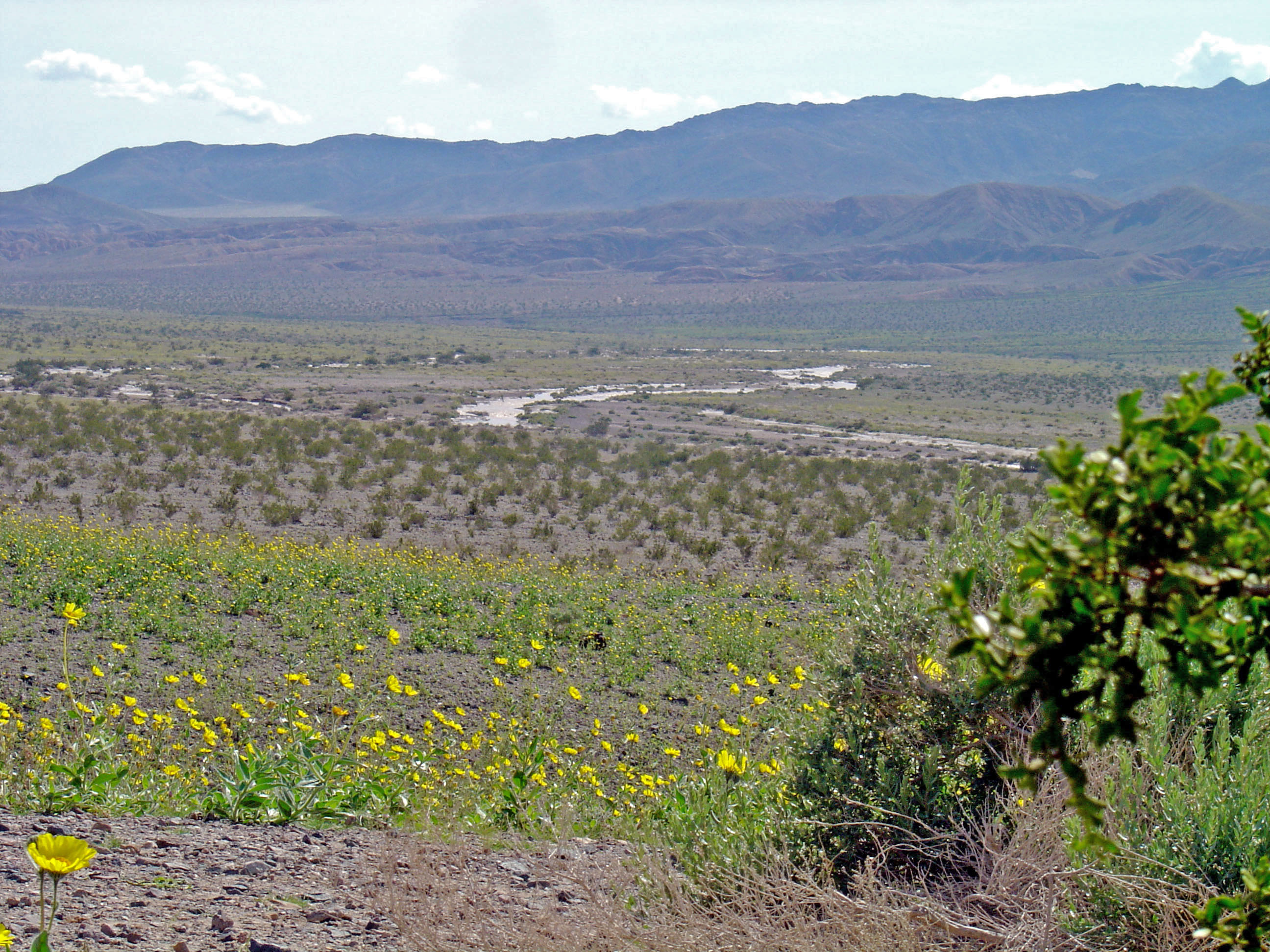
雨量最多的季节期间，苦河（或音译为阿玛戈萨河）（Amargosa River）的表面会有流水，正如2005年雨冬期间，死谷的河流表面有水流动一样。在雨量更多的年份，死谷遍地也会开满了野花。

上百万年的侵蚀产生了一个相对没有特色的平原。三千五万年前，各条缓慢地溪流从侧面流过该平原的表面。几个其他相似的岩组也留存在那里。

### 地壳延伸和各个湖泊
大约一千六百万年前，美国西南和墨西哥西北地下面大部分地壳开始了与盆岭相关的延伸，该地区目前还在扩展。 截至三百万年前，这种地壳延伸开始影响死谷和帕纳明特谷地区。 在此之前，现在在帕纳明特山脉的各种岩石就在形成布莱克群山和棉木群山的各种岩石顶部。这些大块的岩石通过正常的断层而实现横向和纵向的运输。这些巨岩沿着走向滑距的断层，与各个山脉平行并在山脉底部的右侧运动也有助于该地区的发展。 另外，可能与沿着圣安德烈斯断层（该地区西部）的太平洋板块的西北运动相关的扭转力有助于这些巨大岩石的横向运动。
从一千两百万年前到四百万年前，与这种岩石延伸相关的火成活动发生。沉积作用就是邻近的各个山脉上侵蚀下来的物质集中在各个山谷（盆地）。随着时间的推移，沉积下来的沉积物的量大致保持这种下陷，从而导致了该山谷谷底纬度或多或少保留在同一水平。
更新世冰河时期开始于两百万年前，附近的内华达山脉上的高山冰川融化而注入布满了死谷和帕纳明特谷以及周围盆地（参考时代（标）图的顶部）的一系列湖泊。苦河（或音译为阿玛戈萨河）和莫哈韦河流，可能还有欧文斯河注入了一系列湖泊，而布满死谷的湖泊是这一系列湖泊中的最后一个。地理学家称覆盖了死谷谷底大部分的大湖为曼利湖，于一万零五百年前开始变干。当冰河时代的冰川退缩时产生了浅盐湖和干湖，因此极度地削减了各个湖泊的水源。只有模糊不清的湖岸线留了下来。

## 生物
从低于海平面两百八十二英尺（八十六米）的浅盐湖到一万一千零四十九英尺（三千三百六十八米）高的特利斯科普山顶，人们发现的亚高山环境的动植物栖息地变化很大。植被区包括较低纬度的墨西哥三齿拉瑞阿（一种蒺藜科常青灌木）、沙漠冬青和牧豆树和蒿属植物（尤指三齿蒿），向上穿过密叶滨藜、黑灌木（blackbrush）、约书亚树、矮松-刺柏到各个林地的柔枝松（或称西南白松或洛基山脉白松）和刺果松。浅盐湖毫无植被可言，而且死谷谷底的其余部分和较低的山坡虽然有水，一般情况下存在着大量的植被，但看上去却稀稀疏疏的。这些地带和邻近的沙漠生活着各种野生动植物，包括五十一种本地野生哺乳类动物、三百零七种鸟类、三十六种爬行动物，三种两栖类动物和两种本地鱼类。
在死谷国家公园，小型哺乳动物比大型哺乳动物要多得多，诸如大角羊、郊狼（或称草原狼、北美小狼）（见图片）、短尾猫、软毛狐狸、美洲狮和黑尾鹿。 黑尾鹿在葡萄藤、棉木和帕纳明特山脉的矮松/刺柏群丛里出现。 大角羊则是内华达山脉和死谷的隔离带存在的山羊稀有物种。这些都是适应力强的动物，而且几乎能吃各种植物。人们并不知道它们的捕食者，但人类和驴（burros）却与它们竞争栖息地。

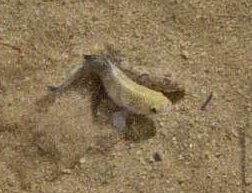
在盐溪产卵的死谷鳉鱼

通过一长期干涸的河流和湖泊系，死谷鳉鱼的祖先从科罗拉多河游到了该死谷地区。现如今，死谷地区生活两个分散的鳉鱼种群：一个种群在盐溪，另一个则在棉木沼泽。 
死谷是北美最热和最干燥的地方之一。然而，它却也是一千多种植物的栖息地，其中二十三种在世界任何地方都没有发现过 。这些植物适应干旱的环境是关键因素。比如，墨西哥三齿拉瑞阿和牧豆树有着主根系统。为了利用全年供应的地下水，这些主根可以向下延伸五十英尺（十五米）。在一定程度上，死谷植物群落的多样性是由于该地区的位置，即莫哈韦沙漠、大盆地沙漠和索诺兰沙漠之间的过渡地带的位置。
结合死谷国家公园内发现的大起伏，这个位置维持着三种典型的相互依赖的生物带：较低的索诺兰带、加拿大带和帕纳明特山脉部分的北极/高山带。以蒙茨和凯克（1968年）分类为基础，这些生物带可以分为七个植物群落，每个生物带以其主要的植被和三种植被类型的代表为特征：低矮丛林、沙漠林地和针叶林。特别在死谷谷底,动植物的微小环境进一步把几个群落划分成几个分布带。

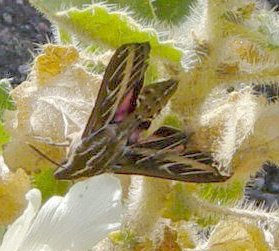
马赛克峡谷里岩石荨麻上的天蛾

不像横跨莫哈韦沙漠那些更独特的地方一样，死谷内许多依水而傍的栖息地拥有世界上其它地方没有发现的多样性植物和动物物种  。自更新世时代以来，在很大程度上，这些物种的存是由于独特的地质历史和已经相互隔离的栖息地的逐步发展过程。

## 娱乐活动
人们可以通过个人汽车、四轮驱动车辆、自行车、山地自行车（仅限于建好的公路上）和徒步旅行进行观光。骑摩托车穿过死谷国家公园也是一项颇受欢迎的消遣。州道190、恶水（或巴德沃特）路、斯科特巨宅路以及通往但丁景点和野蔷薇山而铺设的道路为主要的景点和历史名胜提供了入口。350多英里（560多公里）未铺设的而是四轮驱动车辆所开的道路为莽原徒步旅行、露营和历史遗迹提供了入口。所有的车辆必须要有牌照，而且还要复合在道路上行驶的要求。死谷国家公园内有不同长度和困难程度的徒步小径，但大部分车辆无法到达的偏远地区只能通过越野的徒步旅行到达。死谷国家公园内确实有几千种徒步旅行的可能性。由于夏季的极端气温，游览死谷公园的正常季节是从10月15日至5月15日。死谷斯科特巨宅具有一定的历史意义，但在巨宅内进行化装和逼真的历史观光需要收费。 

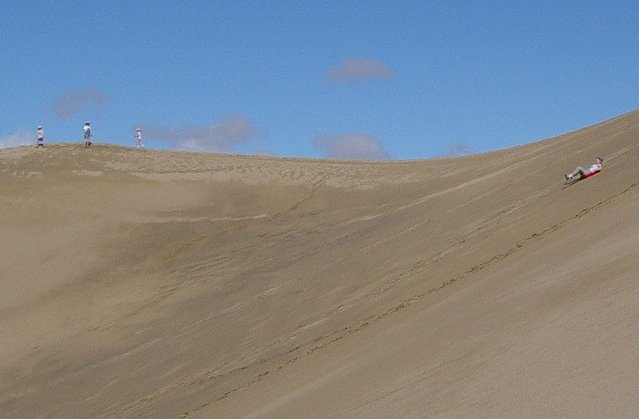
一位游客滑下牧豆树平沙丘地的明星沙丘

死谷国家公园里有九个指定的露营地，而且游客中心向游客们提供汽车无法到达的偏远地区露营的过夜许可证。 地球公园和度假胜地（Xanterra Parks & Resorts）拥有并经营一个私人度假胜地——炉溪客栈和牧场度假胜地 ——由两个独立而性质不同的酒店：炉溪客栈是一家四星级而且具有重大历史意义的酒店，而炉溪牧场则是一家三星级牧场风格的地产，让人联想起那些采矿和勘察矿产的日子。地球公园和度假村还经营着管井村汽车旅馆。炉溪客栈和牧场以及管井村是位于死谷区域内仅有的客栈。死谷国家公园各个入口——肖肖尼、死谷交界处、内华达的贝迪（Beatty）和帕纳明特泉附近有几个汽车旅馆。
死谷游客中心位于州道190上的炉溪度假区域内。一个介绍死谷的12分钟的幻灯片节目每30分钟播放一次。冬季期间——十一月至四月——护林员们向游客们提供关于死谷文化和自然历史的各种解释性旅游和各种各样的散步、交谈以及放映介绍性的幻灯片。该游客中心有与死谷国家公园的地质、气候、野生动物和自然历史相关的各种各样的展览，还有与人类历史和开拓者经验相关的几个特定部分。死谷自然历史协会保持着一个特别配备死谷国家公园的自然和文化历史方面书籍的书店。 
死谷国家公园拥有美国最暗的夜空之一，所以受天文愛好者欢迎。尽管死谷位置偏远，但其空气质量和夜间能见度还是受到了文明世界的威胁，尤其是附近的拉斯维加斯产生的光污染。总的来说，最暗的夜空位于死谷国家公园西北。

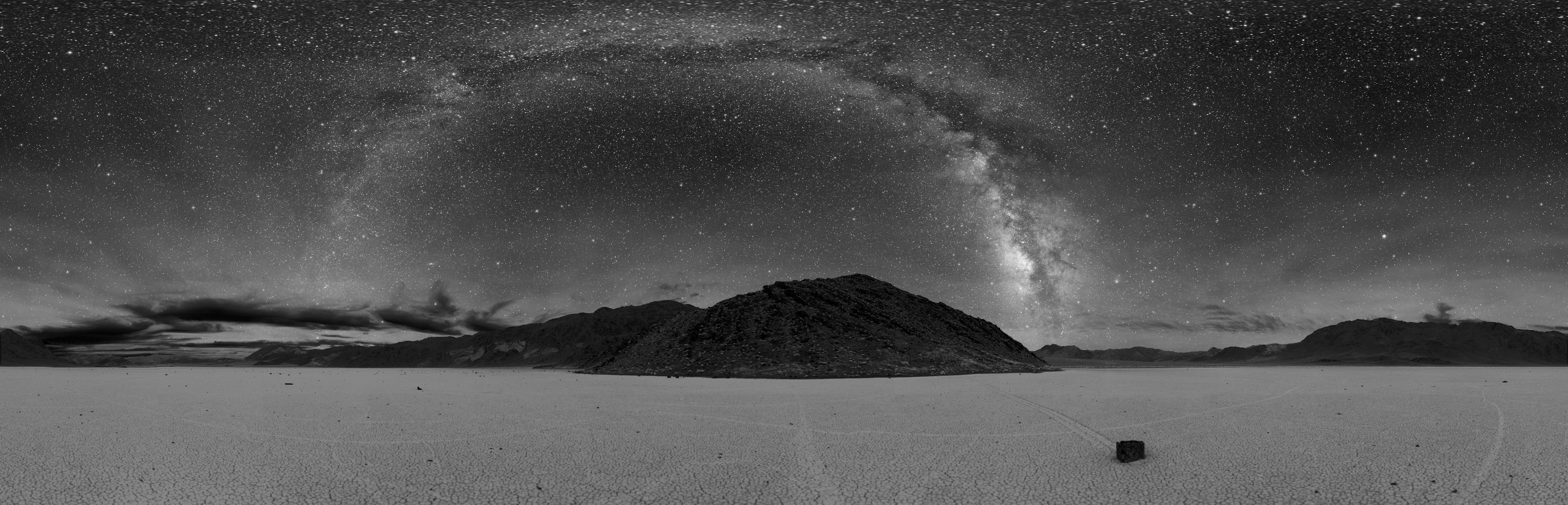
一张跑道干湖的360度全夜景。。